# 卡尔帕克
卡尔帕克，是一种尖頂氈帽，在塞尔維亚、保加利亚、土耳其、伊朗、中亚、高加索最多人戴。
这种帽是突厥民族象征，卡拉卡尔帕克由此名而來。